# Cribrilaria hincksii
Cribrilaria hincksii is een mosdiertjessoort uit de familie van de Cribrilinidae. De wetenschappelijke naam van de soort is, als Puellina radiata var. hincksii, voor het eerst geldig gepubliceerd in 1917 door Friedl.